# Jane Birkin et Serge Gainsbourg
Jane Birkin et Serge Gainsbourg es un álbum de estudio colaborativo del músico francés Serge Gainsbourg y la cantante francesa Jane Birkin. Fue publicado en junio de 1969 a través de Fontana Records.

## Recepción de la crítica
DM Edwards de PopMatters declaró: “Los arreglos de Arthur Greenslade son excelentes y hay muchos destellos de la experimentación que sería una característica de la música de Gainsbourg”, describiendo además el álbum como “música pop sofisticada y atemporal”. El sitio web AllMusic describe el álbum como una “colección de música pop orquestal clásica de la década de 1960”.

### Clasificaciones
El 22 de agosto de 2017, Jane Birkin et Serge Gainsbourg ocupó el puesto número 44 en la lista de los “200 mejores álbumes de la década de 1960” de Pitchfork. Escribiendo para Pitchfork, Cameron Cook lo llamó “una carta de amor leída en voz alta por su destinatario: cada nota y letra está destinada a resaltar un cierto aspecto de la personalidad de Birkin a través de la lente de Gainsbourg, desde su entrega sin aliento de cada línea hasta su fuerte francés acentuado y coqueto”.

## Lista de canciones
Todas las canciones escritas y compuestas por Serge Gainsbourg.
Lado uno
1. «Je t'aime... moi non plus» – 4:22
2. «L'anamour» – 2:16
3. «Orang-outan» – 2:27
4. «Sous le soleil exactement» – 2:51
5. «18-39» – 2:39
6. «69 année érotique» – 3:18

Lado dos
1. «Jane B.» – 3:07
2. «Elisa» – 2:31
3. «Le canari est sur le balcon» – 2:21
4. «Les sucettes» – 2:35
5. «Manon» – 2:42

## Posicionamiento
| Gráfica (1969–70)              | Pico de posición |
| ------------------------------ | ---------------- |
| Estados Unidos (Billboard 200) | 196              |
| Francia (IFOP)                 | 4                |

| Gráfica (2016) | Pico de posición |
| -------------- | ---------------- |
| Francia (SNEP) | 128              |